# Informativni internet časopis GSLU u Nišu
Informativni internet časopis GSLU u Nišu IIČ  (skraćeno IIČ)  je digitalni elektronski internet časopis za vizuelnu umetnost čiji je prvi broj objavljen januara 2006. godine. Iako je primarno nastao kao časopis GSLU Niš, želja Uredništva od samog početka njegovog izdavanja je da se u njegovo stvaranje uključe i stručnjaci iz drugih institucija umetnosti i kulture, kao i samostalni istoričari umetnosti i likovni kritičari iz Srbije i sveta.

## Istorijat
Ideja za pokretanje IIČ-a nastala je od strane zaposlenih u Galerijie savremene likovne umetnosti u Nišu 2003. godine. Međutim časopis kao javno glasilo i službeni časopis Galerije svoj prvi broj objavio 2006. godine.

## Uredništvo
Uredništvo časopisa čini:
- Izdavački savet — Milica Todorović, Radmila Kostić, Sonja Vukašinović, Slobodan Radojković, Aleksandar Dević, Milan Ristić
- Tehnički urednik - Aleksandar Dević
- Fotograf — Nebojša Stojković
- Stručni saradnici - za svaki broj posebno

## O časopisu
Odabirom tema i stilom pisanja, IIČ je od samog početka objavljivanja osmišljen tako da bude usmeren prema stručnoj i široj javnosti likovnim naifestacijama, slikarstvu, grafici, skulpturi.
U IIČ elektronskom časopisu GSLU u Nišu objavljuju se:
- prikazi izložbi iz Srbije i sveta,
- radovi iz područja preventivne konzervacije,
- teme iz istorije umetnosti 20. i 21. veka,
- teme iz teorije umetnosti, obrazovanja,
- stručni pogledi umetničkih zbivanja u svetu i Srbiji,
- prevodi stručnih tekstova sa stranih jezika,
- izvještaji o učestvovanju na seminarima i konferencijama,
- prilozi o važnim događajima i stručnoj aktivnosti,
- obaveštenja o nagradama i priznanjima,
- razgovori - intervjui, ankete i istraživanja,
- recenzije stručne literature i
- sve ostalo vezano uz kulturne događaje u oblasti vizuelne umetnosti.[1]

## Periodika objavljivanja i način distribucije
Sadržaj časopisa se mesečno objavljuje a prikupljanje radova za objavu stalno je otvoreno i nije vremenski ograničeno.
Časopis se u elektronskom obliku, bez nadoknade, dostavlja svim prijavljljenim korisnicima na adresu uredništva (casopis.iic@gmail.com)

## Način objavljivanja radova
Informacije u časopisu autori objavlju, prema pripisanom uputsvu od strane uredništva, u elektronskom obliku pogodnom za digitalno preuzimanje i objavljivanje.
Radovi studenta pre objavljivanja u časopisu moraju biti pregledani i odobreni od strane njihovih mentora.

## Spoljašnje veze
- Informativni internet časopis GSLU u Nišu - sajt časopisa